# Tine de Conflens
La Tine de Conflens, du patois vaudois signifiant « chute des confluents », est un cirque rocheux où confluent la Venoge et Veyron. Elle est située à un tripoint entre les communes de Ferreyres, de La Sarraz et de Chevilly, dans le canton de Vaud, en Suisse,.

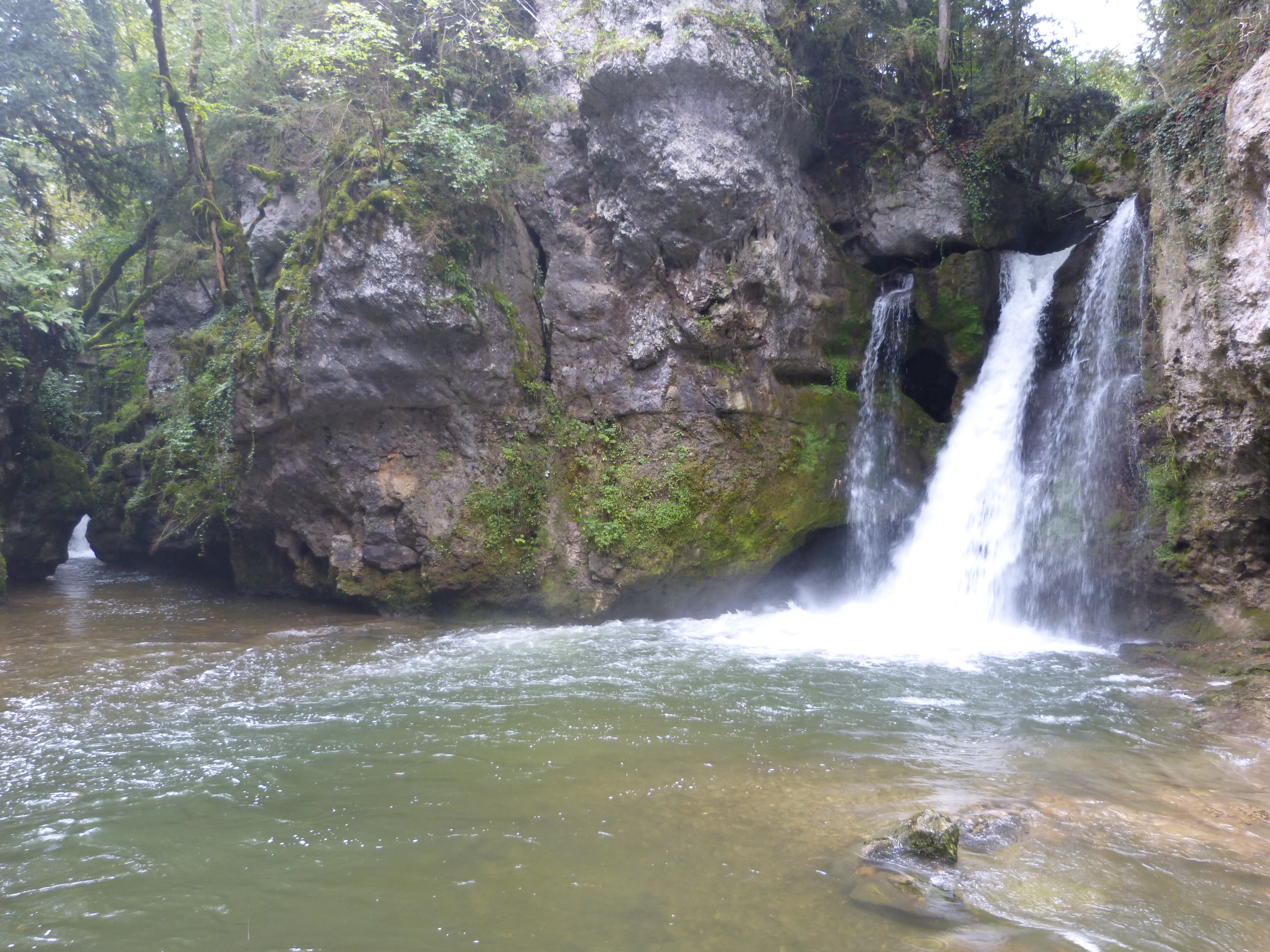
La Tine de Conflens avec la Venoge à droite et le Veyron à gauche.

On peut y observer deux chutes, celle du Veyron annonçant le début des gorges et celle de la Venoge, la première venant gonfler les eaux de cette dernière. Un chemin escarpé mais entretenu permet de descendre dans les gorges pour se retrouver au pied des chutes. Une grotte peu connue et non aménagée se situe à côté de la chute de la Venoge. Elle est toutefois facilement accessible et peu profonde,.